# Catalogo Abell

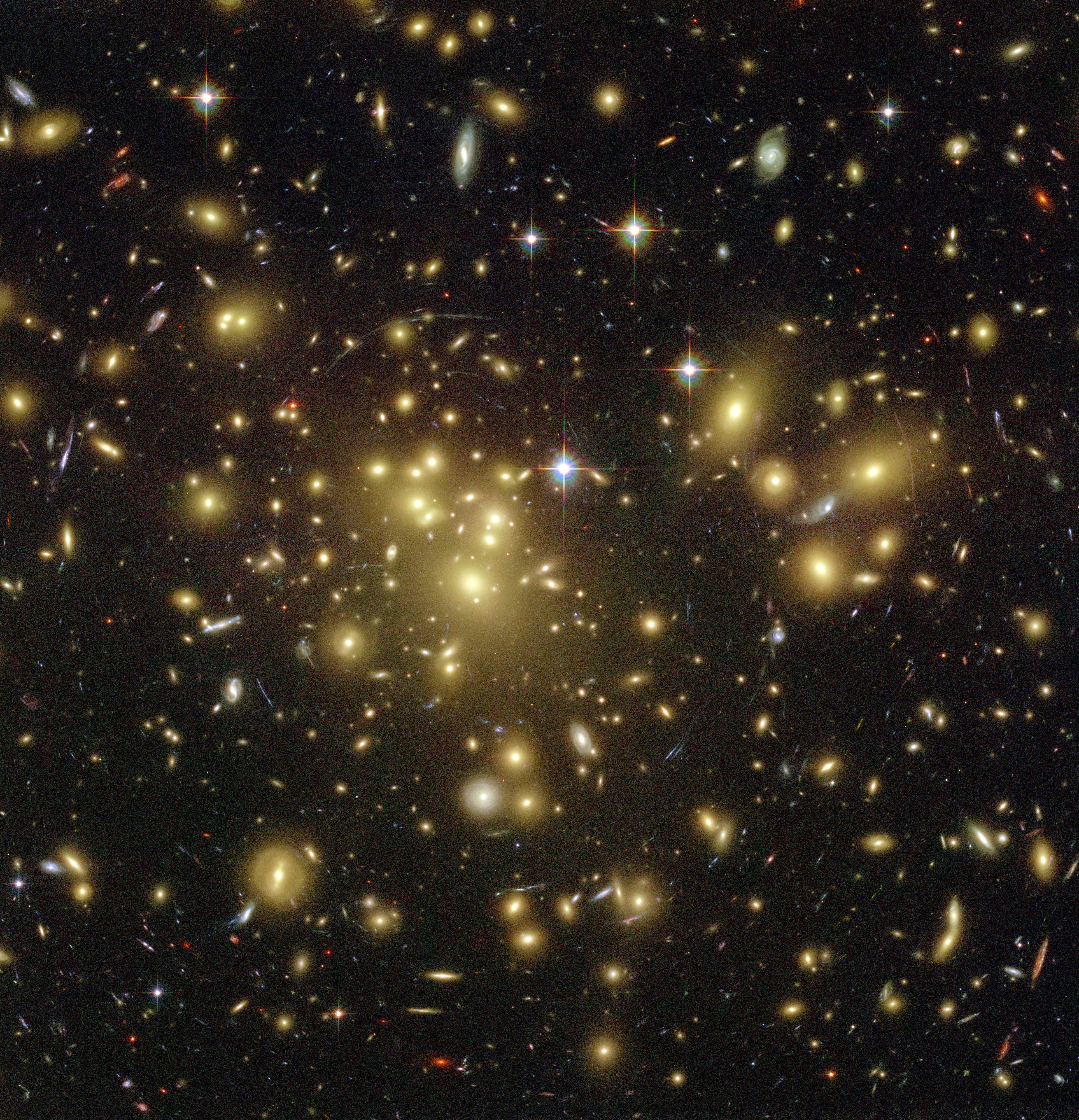
Abell 1689 è uno degli ammassi di galassie più massicci conosciuti, distante oltre 2 miliardi di anni luce.

Il catalogo Abell degli ammassi ricchi di galassie è un catalogo comprendente 4073 ammassi di galassie con valori di redshift compresi tra z = 0,02 e z = 0,2.

## Storia
Compilato da George Abell nel 1958, inizialmente comprendeva 2712 ammassi visibili dall'emisfero nord (Northern Survey). Nel 1989, il catalogo si arricchì di altri 1361 ammassi visibili nell'emisfero sud della Terra. Questa seconda parte, denominata "The Southern Survey" venne compilata anche da Abell, fino al 1983, anno della sua morte, con l'assistenza di Harold Corwin e Ronald Olowin, che pubblicò il lavoro nel 1989.
I criteri di inclusione principale perché un ammasso di galassie comparisse nel catalogo erano di essere formato da almeno 30 galassie, essere sufficientemente compatto, non troppo vicino né lontano (z = 0,02 - 0,2) e non essere sul piano galattico, in quanto l'offuscamento interstellare rende problematico il rilevamento degli ammassi di galassie.